# Hsu Chieh-yu
Hsu Chieh-yu (14 gennaio 1992) è una tennista taiwanese.

## Biografia
Nota anche come Connie Hsu, la tennista, nonostante sia nata a Taiwan, ha rappresentato la Cina fino al 2007, anno del suo debutto nel tour WTA ai Cincinnati Masters. Nel 2008 è diventata cittadina statunitense e si è iscritta all'Università della Pennsylvania, poco prima di diventare professionista. Tuttavia, all'Audi Melbourne Pro Tennis Classic nell'Aprile 2014, ha iniziato a competere per la bandiera di Taiwan.
Ha vinto 4 titoli nel singolare e 8 titoli nel doppio nel circuito ITF in carriera; e ha raggiunto la sua migliore posizione nel singolare WTA, nr 224, il 21 aprile 2014. Mentre il 23 febbraio 2015 ha raggiunto il miglior piazzamento mondiale nel doppio, nr 114.
Ha preso parte alle Olimpiadi del 2021 rappresentando Taiwan come doppista.